# Péninsule de Tsugaru
La péninsule de Tsugaru (津軽半島, Tsugaru-hantō) est le cap nord-ouest de l'île japonaise de Honshū. Elle dépend administrativement de la préfecture d'Aomori.

## Géographie

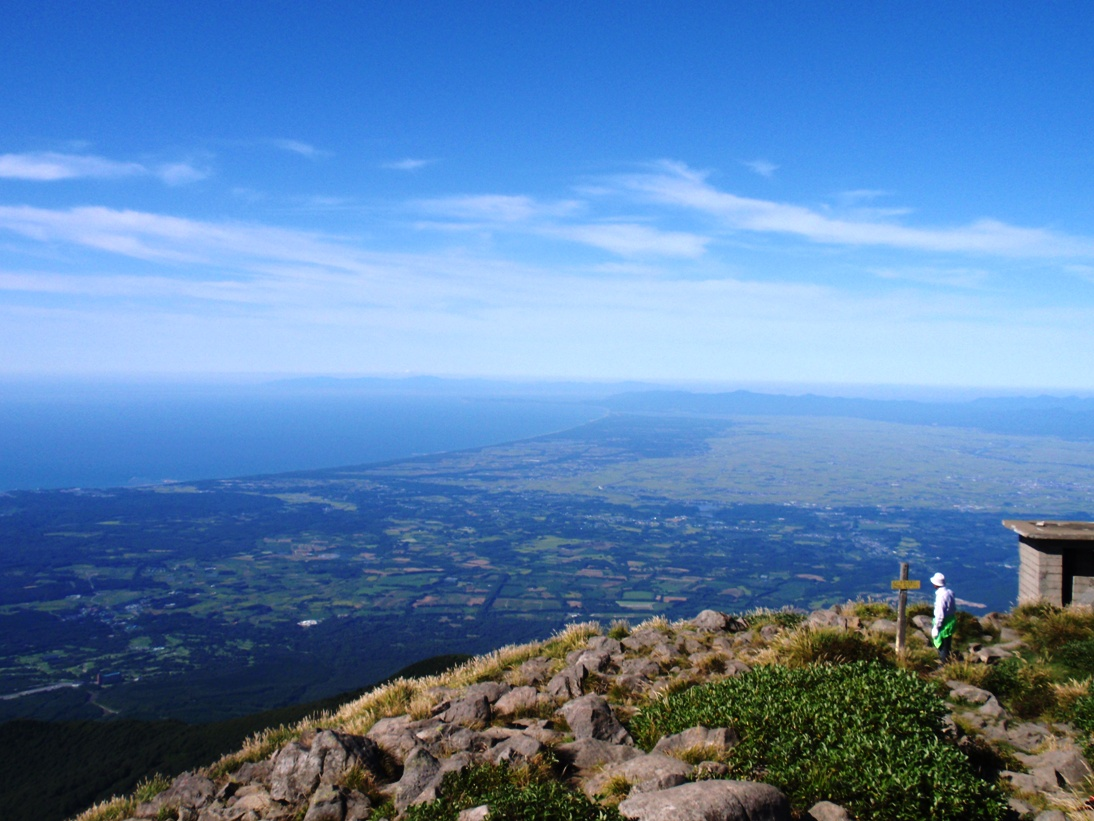
La péninsule de Tsugaru vue depuis le mont Iwaki.

La péninsule est bordée à l'ouest par la mer du Japon et à l'est par la baie de Mutsu. Elle s'étend au nord vers le détroit de Tsugaru, qui sépare l'île de Honshū de l'île de Hokkaidō. Son point le plus septentrional est le cap Tappi, situé dans le bourg de Sotogahama.